# Jeseník nad Odrou (przystanek kolejowy)
Jeseník nad Odrou – przystanek kolejowy w Jeseníku nad Odrou, w kraju morawsko-śląskim, w Czechach na adresie Jeseník nad Odrou 152. Przystanek znajduje się na wysokości 270 m n.p.m. i leży na linii kolejowej nr 270.